# Asesinato de Jalil Andrabi
Jalil Andrabi fue un destacado abogado de derechos humanos cachemir, activista político y partidario de la independencia de Cachemira asociado con el Frente de Liberación de Jammu y Cachemira (JKLF). Jalil Andrabi fue presuntamente víctima de una ejecución extrajudicial por parte de la paramilitar india Rashtriya Rifles y renegados indios en marzo de 1996 cuando este tenía 42 años.
El 8 de marzo de 1996, Andrabi fue detenido en Srinagar por el militar indio Avtar Singh, de la 35ª unidad de Rashtriya Rifles del ejército indio. Tres semanas después, el cadaver de Andrabi fue hallado flotando en el Río Jhelum; una autopsia demostró que había sido asesinado días después de su detención. Existe un caso pendiente en un tribunal de Budgam contra Avtar Singh.

## El asesinato de Jalil Andrabi
El cuerpo de Andrabi, abogado de derechos humanos y activista político independentista asociado al JKLF, fue encontrado en la zona de Kursu Rajbagh de Srinagar, a orillas del Río Jhelum, en la mañana del 27 de marzo de 1996. Según informes de la prensa, el cuerpo se encontraba dentro de una bolsa de arpillera. Los testigos presenciales afirmaron que Andrabi fue detenido alrededor de las 6:00 p.m. del 8 de marzo por una unidad del Rashtriya Rifle del ejército que interceptó su coche a unos cientos de metros de su hogar en Srinagar. Avtar Singh, el agente presuntamente responsable, huyó del país y fue buscado por el Estado Indio en relación con el asesinato. El gobierno indio había emitido una orden de arresto y una alerta al Interpol, mas estas medidas nunca llegaron a nada.

## Supuesta muerte de Avtar Singh
El 9 de junio de 2012, Avtar Singh, de 47 años, que entonces vivía en Selma, California, mató a su esposa Hervinder Kaur, de 36, a su hijo, Jay Singh, de 3 años, y a Kinwaljeet "Aryan" Singh, su hijo de 17 además de herir gravemente a su hijo Kanwarpal "Chris" Singh, de 15 años, con una pistola. Llamó a la policía para admitir sus asesinatos y después se suicidó con su propia arma. El hijo superviviente sufrió graves heridas en la cabeza. Le retiraron el soporte vital en el Centro Médico Regional Comunitario de Selma y murió el 14 de junio. La fuente de la que sale esta información no especifica si este Avtar Singh es el mismo que ssupuestamente asesinó a Jalil Andrabi.